# Nóż wojskowy wz. 98
Nóż wojskowy wz. 98 – nóż wojskowy polskiej konstrukcji. Zaprojektowany u schyłku lat 90. XX wieku. Jest on ulepszoną wersją swojego poprzednika – noża wojskowego wz. 92. Wszystkie zmiany, jakie zostały dokonane w tym nożu podyktowane są podpowiedziami i uwagami wysuwanymi przez cywilnych użytkowników noża wz. 92, szczególnie tych związanych z survivalem i skautingiem.
Celem modyfikacji noża było zwiększenie wytrzymałości na obciążenia dynamiczne i jeżeli to możliwe uzyskanie ostrza odpornego na korozję. Duża wytrzymałość tego noża, tak samo jak w przypadku poprzednika, pozwala użytkownikowi na wykonywanie rzutów do celu na znaczne odległości.

## Konstrukcja
Głownię noża wykonano z hartowanej stali sprężynowej, dodatkowo jest ona czerniona chemicznie lub chromowana galwanicznie, co zmniejsza powstające refleksy od powierzchni głowni. Głownia wykonana z tego typu materiału zapewnia wysoką wytrzymałość na zginanie oraz odporność na wszelkiego rodzaju wykruszenia tworzywa. Prosta głownia o długości 173 mm, szerokości u nasady 23,5 mm i grubości 5 mm na ⅔ swojej długości jest jednosieczna, dalej obosieczna. W porównaniu z wz. 92 zrezygnowano ze struziny głowni. Grzbiet głowni płaski. Pióro symetryczne, obosieczne. Sztych centryczny, spiczasty. Głownia pod jelcem z niewielkim tępym progiem wymodelowanym przez płaskie zbrocze. Jelec wykonany z hartowanej stali, oksydowany na czarno o długości 60 mm stanowi ochronę dłoni przed przypadkowym zsunięciem się na ostrze w trakcie operowania nożem. Uchwyt rękojeści kształtu wrzecionowatego, wykonany z gumy olejoodpornej zapewniania odpowiednią chwytność w dowolnych warunkach klimatycznych. Rękojeść karbowana – wykonano 9 poziomych karbów. Głowica rękojeści stalowa, płaska, okrągła w przekroju, oksydowana na czarno, pozwala na wyprowadzanie wszelkiego rodzaju uderzeń; może pełnić także funkcję młotka.

### Pochwa
Pochwa o długości 179 mm. Wykonana z czarnego, wysoko udarowego tworzywa sztucznego, prosta, z dwoma uchami służącymi do zawieszania. Sprężyna zatrzasku przechodząca przez otwór w jelcu noża i przytrzymująca nóż została przykręcona do strony grzbietowej ujścia pochwy za pomocą dwóch śrub z płaskimi, okrągłymi podkładkami. Po stronie zewnętrznej pochwy, u jej dołu umieszczone zostało długie, wąskie ucho przez które przepleciona jest stylonowa linka oplatająca pochwę dziesięcioma zwojami, służąca do przywiązania do uda. Ujście pochwy od strony wewnętrznej przechodzi w długie, proste, wąskie ucho do przewleczenia pasa. W uchu zostały wywiercone dwa otwory różnej wielkości. Górny otwór przeznaczony jest do przewleczenia przez niego głównego pasa munduru, przez dolny natomiast mniejszy pasek.

## Wersje rozwojowe

### Wz. 98Z
Nóż wz. 98Z stanowi rozwinięcie i udoskonalenie dotychczas użytych rozwiązań w nożu wz. 98. Zmianą jaka zaszła w porównaniu do pierwowzoru jest wyposażenie głowni w piłę. Wynikło to z kolejnych wskazówek jego użytkowników. Poza tym ogólny kształt i parametry wytrzymałościowe nie zmieniły się. Celem tej modyfikacji było zwiększenie jego uniwersalności, dodając do jego dotychczasowych możliwości cięcia i piłowania wszelkiego rodzaju przedmiotów.

### Wz. 98A (oznaczany także jakoSZTYLET)
Wz. 98 w wersji sztylet jest kolejną odmianą noża o symbolu wz. 98. Elementem jaki poddano modyfikacji jest głownia. W tym przypadku jego charakterystyczną cechą są symetryczne względem siebie dwie krawędzie tnące, ostrzone na całej długości głowni. Model ten wykonano ze szczególnym uwzględnieniem potrzeb oddziałów zwiadu i komandosach. Zmiana ta sprawiła, że stał się doskonałą bronią w bezpośredniej konfrontacji z przeciwnikiem. Zwiększyła się tym samym także jego skuteczność w przypadku rzutów do celów na znaczne odległości. Prócz typowo militarnego przeznaczenie, sztylet ten z powodzeniem może być wykorzystywany także w ratownictwie technicznym, myślistwie czy w różnego rodzaju sportach ekstremalnych.

## Oznaczenia
Do wyżej wymienionych oznaczeń poszczególnych wersji rozwojowych mogła być dodana litera N, jeżeli głownia była chromowana galwanicznie. W przypadku głowni czernionej chemicznie dodatkowe litery nie były stosowane. I tak: jeżeli przy nazwie widniał symbol AN, oznaczało to, że dany nóż wz. 98 posiadał ostrze obosieczne oraz że dana głownia była chromowana galwanicznie; jeżeli natomiast przy nazwie widniała tylko litera Z, oznaczało to, że nóż posiadał nacięte ząbki piły na grzbiecie oraz że jego głownia była czerniona chemicznie.